# 小島忠幸
小島 忠幸（おじま ただゆき、1976年11月22日 - ）は、旭化成陸上部所属の元陸上競技選手、現指導者。兵庫県丹波篠山市出身。篠山中学校･西脇工業高校卒。1999年にセビリアで開催された世界陸上競技選手権大会のマラソン日本代表。1学年上の兄･小島宗幸も旭化成に所属していた。

## 略歴
- 1992年、西脇工業高校入学。同年の全国高校駅伝に兄･宗幸とともに出場。宗幸は4区、忠幸は5区を担当し、兄弟でのタスキをつないだ。小島兄弟はお互いに区間賞を獲得し、チームは優勝を果たす。
- 1995年、宗幸のあとを追い旭化成入社。
- 1999年、世界陸上セビリアにマラソン日本代表として出場（順位：36位/記録：2時間24分29秒）。
- 2004年、びわ湖毎日マラソン兼日本選手権男子マラソンで日本人1位となり日本選手権を獲得（順位：2位/記録：2時間08分18秒）。
- 2010年、別府大分毎日マラソン出場を最後に現役引退。
- 2015年、旭化成陸上部コーチに就任。

## 自己ベスト
- 5000m :13分45秒34
- 10000m ：28分16秒75
- ハーフマラソン：1時間02分11秒
- マラソン：2時間08分18秒[2]